# Artur Fagundes de Oliveira
Artur Fagundes de Oliveira (Montes Claros, 20 de agosto de 1928 — Belo Horizonte, 29 de janeiro de 2019). Bacharel em Direito pela Faculdade Mineira de Direito e Pós Graduado em Ciências Penais pela UFMG. 
Foi um político brasileiro, do estado de Minas Gerais. Foi vereador da cidade de Montes Claros por dois mandatos consecutivos, durante o período de 1954 a 1962. E Deputado Estadual em Minas Gerais por seis legislaturas consecutivas, durante o período de 1964 a 1987 (foi eleito pelo PR na 5ª legislatura;

pela ARENA, na 6ª,
7ª
,
8ª

e 9ª legislaturas;

e pelo PDS na 10ª legislatura

da Assembleia Legislativa de Minas Gerais).
Principais fatos da carreira parlamentar e administrativa:
- Teve participação em diversos Simpósios e Conferências;
- Foi líder da Minoria e Maioria (Câmara Municipal de Montes Claros);
- Ex-presidente das Comissões de Educação, Constituição e Justiça, Finanças, Assuntos da SUDENE, Assuntos Municipais e Planejamentos Regionais;
- Foi membro das Comissões de Agricultura e Segurança;
- Foi Presidente do Instituto Legislativo de Minas Gerais (IPLEMG);
- Foi professor do Ensino Médio e Superior e Diretor da Escola Estadual de Montes Claros;

Condecorações: Duas Medalhas da Inconfidência, duas Medalhas Santos Dummont, Medalha do Mérito Legislativo, Honorário do Ministério Público.
Em 2009 publicou seu primeiro livro, chamado "Meu Relicário", contendo mais de 30 sonetos em versos alexandrinos. Em 2014 publicou sua segunda obra literária, de sonetos e poesias, chamado "O Colibri".
Vida: Nasceu, no distrito de Miralta, do município de Montes Claros, o Deputado Arthur Fagundes de Oliveira, filho de Eloy Pereira de Oliveira e dona Ana Fagundes de Oliveira. Fez o curso primário no Grupo Escolar Gonçalves chaves, o secundário, no Instituto Norte Mineiro de Educação, ambos de Montes Claros, o científico, em Belo Horizonte, no Colégio Estadual, bacharelando-se pela Faculdade de Direito da Capital Mineira, a 12 de dezembro de 1954. Foi praticante da Secretaria de Educação, por concurso realizado em 1947, de janeiro a agosto de 1948; escriturário, também por concurso, do I. A. P. T. C., de agosto de 1948 a janeiro de 1955; membro da Delegação de Controle do SAMDU, em Belo Horizonte, por nomeação do Ministério do Trabalho, durante o ano de 1954; Diretor da Escola Normal Oficial de Montes Claros, a partir de março de 1960; foi vereador à Câmara Municipal de Montes Claros, eleito a 3 de outubro de 1954, exercendo o mandato até 1959, tendo sido reeleito para o mesmo cargo, a 3 de outubro de 1958, atuando como líder da sua bancada, desde 1954. Nas eleições de 7 de outubro de 1962, elegeu-se Deputado à Assembleia Legislativa do Estado de Minas para o período de 1963 a 1967. É advogado militante, com escritório na cidade de Montes Claros e escritor com 2 livros de Poesia publicados (Meu Relicário e Colibri). Faleceu em 29 de janeiro de 2019, aos 90 anos de idade, em Belo Horizonte-MG, foi cremado na mesma cidade de falecimento, seu pedido antes do falecimento.